# Kufranjah
Kufranjah (arabă كفرنجة) este unul dintre districtele din Guvernoratul Ajloun, Iordania.
În 2011, Prințul William al familiei regale britanice a vizitat Kufranjah pentru a întâlni comunitățile de refugiați într-un tur al Iordaniei și Israelului.
În 2021, incendiile de vegetație au afectat puternic pădurile din Aljoun, determinând o mișcare care vizează plantarea a 10 milioane de copaci în Iordania până în 2031. Epicentrul mișcării „10 milioane de copaci” a început în Kufranjah.